# Alexandre Boucher
Alexandre Jean Boucher (Parigi, 11 aprile 1778 – Parigi, 29 dicembre 1861) è stato un violinista francese.
Esordì nel 1784 per poi divenire nel 1787 violinista reale di Spagna. Allievo di Luigi Boccherini, nel 1806 lasciò l'incarico in Spagna e tenne concerti in tutta Europa.